# 阔布河
阔布河，位于中华人民共和国新疆维吾尔自治区伊犁哈萨克自治州境内的一条河流，是特克斯河左岸支流。河名为哈萨克语意为“很多”。发源于昭苏县东北部乌苏山南坡，蜿蜒向东南流经乌尊布拉克乡，于喀勒喀特村以东转东流，进入特克斯县境内，于特克斯县齐勒乌泽克镇阔布村汇入特克斯河。河长44千米，流域面积890平方千米。